# Xa-la-lá
Xa-la-lá é o segundo álbum da banda de pop rock brasileira Papas da Língua, lançado em 1998 pelo selo Antídoto, com distribuição nacional pela PolyGram, sendo um dos discos da curta parceria entre o selo gaúcho e a multinacional holandesa.
Traz sucessos como "Garotas do Brasil" (que ficou conhecida como jingle da marca de calçados Via Marte), "Blusinha Branca", "Tentação", "Mary Jane (Essa Mulher é o Diabo)" e "Viajar", o principal single da banda, que foi a musica mais popular do tipo feita por eles.

## Faixas
| N.º            | Título                              | Compositor(es)                                                         | Duração |  |
| 1.             | "Garotas do Brasil"                 | Carlos H. Ludwig, Luca Predabon, Ricardo Engels Garay, Maurício Vieira | 4:04    |  |
| 2.             | "Tentação"                          | Léo Henkin                                                             | 3:31    |  |
| 3.             | "Mary Jane (Essa Mulher é o Diabo)" | Léo Henkin, Serginho Moah, Zé Natálio                                  | 4:04    |  |
| 4.             | "Não Vou Esperar"                   | Léo Henkin                                                             | 4:23    |  |
| 5.             | "Rock and Roll Lullaby"             | Barry Mann, Cynthia Weil                                               | 4:27    |  |
| 6.             | "Hey Brown"                         | Léo Henkin                                                             | 3:46    |  |
| 7.             | "Blusinha Branca"                   | Léo Henkin                                                             | 3:05    |  |
| 8.             | "Em Setembro"                       | Léo Henkin                                                             | 4:29    |  |
| 9.             | "Freira Rosalinda"                  | Léo Henkin                                                             | 4:48    |  |
| 10.            | "Psycho Lover"                      | Léo Henkin                                                             | 4:21    |  |
| 11.            | "Como?"                             | Luís Vagner                                                            | 3:57    |  |
| 12.            | "Viajar"                            | Serginho Moah, Evandro Garcia                                          | 4:00    |  |
| 13.            | "Noite de Reggae"                   | Léo Henkin, Fernando Corona                                            | 4:44    |  |
| Duração total: | Duração total:                      | Duração total:                                                         | 53:55   |  |

## Formação

### Papas da Língua
- Serginho Moah: vocal, violão
- Léo Henkin: guitarra, teclados
- Zé Natálio: baixo
- Fernando Pezão: bateria

### Músicos convidados
- Luciano Kurban: programação de teclados, bateria e percussão; teclados adicionais (faixas 9, 11 e 13)
- Sérgio Rezende: programação de teclados, bateria e percussão; arranjos de metais (faixa 3)
- Cau Netto: teclados
- Jorginho do Trompete: trompete (faixa 1)
- Serginho do Trombone: trombone (faixa 1)
- Pedrinho Figueiredo: sax (faixa 1)
- Bocato:  trombone em (faixa 3)
- Nahor Gomes: trompete em (faixa 3)
- Tony Alves: sax (faixa 3)
- Tulio Zani: vocais em (faixas 5 e 10)
- Ana Amélia Guimarães: vocais (faixa 8)

## Prêmios e indicações

### Prêmio Açorianos
| Ano  | Categoria                   | Indicação       | Resultado |
| ---- | --------------------------- | --------------- | --------- |
| 1998 | Disco de Rock, Pop ou Blues | Xa-La-Lá        | Venceu    |
| 1999 | Música ou Canção            | Blusinha Branca | Indicado  |